# Astragalus intercedens
Astragalus intercedens är en ärtväxtart som beskrevs av Karl Heinz Rechinger. Astragalus intercedens ingår i släktet vedlar, och familjen ärtväxter. Inga underarter finns listade i Catalogue of Life.